# Filippo Berardi
Filippo Berardi (Ceccano, 2 marzo 1830 – Roma, 9 marzo 1895) è stato un politico italiano.
Fu senatore del Regno d'Italia nella XV legislatura.
Nato in una famiglia benestante, Filippo Berardi viene considerato come una figura chiave per lo sviluppo di Ceccano e di tutto il circondario nella seconda metà del XIX secolo.
Dopo i primi incarichi nello Stato Pontificio, dove poteva contare sull'appoggio del fratello Cardinale Giuseppe Berardi, potente Ministro dei Lavori Pubblici, dopo l'Unità d'Italia ricoprì ininterrottamente la carica di Consigliere provinciale di Roma in rappresentanza del mandamento di Ceccano tra il 1870 e il 1886, arrivando a ricoprire la carica di Presidente della Provincia di Roma tra il 1889 e il 1895.
A quegli anni si deve lo sviluppo di una moderna area industriale nella parte bassa della sua città, Ceccano, e della linea ferroviaria che collegava Roma a Ceprano. Durante il suo mandato da presidente vennero avviati i lavori per la realizzazione della Stazione Termini di Roma.
Nel 1877 ottenne dal Re Vittorio Emanuele II il titolo di Marchese, e nel 1882 venne nominato senatore del Regno d'Italia dal Re Umberto I.
Venne assassinato il 9 marzo 1895 a Roma da un paziente del Manicomio Santa Maria della Pietà. A lui è intitolata una piazza ed un borgo a Ceccano proprio nell'area della città che lui stesso contribuì a realizzare.